# Přestavlky (Přerov)
Přestavlky é uma comuna checa localizada na região de Olomouc, distrito de Přerov.